# Kuścino
Kuścino (biał. Кусціна, Kuscina; ros. Кустино, Kustino) – wieś na Białorusi, w obwodzie grodzieńskim, w rejonie nowogródzkim, w sielsowiecie Koszelewo. W 2019 roku liczyła 65 mieszkańców.